# Horntjärnberget
Horntjärnberget este o arie protejată (sit de importanță comunitară — SCI) din Suedia întinsă pe o suprafață de 30,25 ha, integral pe uscat.

## Localizare
Centrul sitului Horntjärnberget este situat la coordonatele 62°55′37″N 17°08′55″E / 62.92684°N 17.14861°E.

## Înființare
Situl Horntjärnberget a fost declarat sit de importanță comunitară în septembrie 2021 pentru a proteja un număr necunoscut de specii din flora spontană și fauna sălbatică aflate în arealul zonei.

## Biodiversitate
Situată în ecoregiunea boreală, aria protejată conține 2 habitate naturale: Taiga vestică, Mlaștini turboase de tranziție și turbării mișcătoare.
La baza desemnării sitului se află un număr nedeclarat de specii protejate.